# Centro médico académico
El Centro médico académico (en neerlandés: Academisch Medisch Centrum) es un hospital universitario afiliado a la Universidad de Ámsterdam (Universiteit van Amsterdam).
Es uno de los hospitales más grandes y más importantes de los Países Bajos, situado en el barrio Bijlmer en la parte más al sureste de la ciudad.
El hospital tiene una intensa cooperación con el otro hospital de la universidad de Ámsterdam, el Centro Médico de la Universidad VU (VUmc), que está afiliado a la Universidad VU de Ámsterdam, otra universidad de Ámsterdam.
Los departamentos de cuidados terciarios incluyen atención avanzada de traumas, terapia intensiva pediátrica y neonatal, cirugía cardiotorácica, neurocirugía, las enfermedades infecciosas y otros departamentos.